# Synagoga w Dąbrównie
Synagoga w Dąbrównie (niem. Gilgenburg, Prusy Wschodnie) – w powiecie ostródzkim, zbudowana z cegły na planie prostokąta, na początku XIX wieku przy ulicy Grunwaldzkiej, w pobliżu jeziora Dąbrowa Mała. W 1938 w noc kryształową została podpalona przez nazistów i jej wnętrze zostało zniszczone. Podczas II wojny światowej uległa dalszej dewastacji, ale budynek ocalał. Po wojnie budynek synagogi służył jako magazyn. Obecnie stoi pusty. Zachowały się resztki inskrypcji naściennych.
O synagodze przypomina tablica pamiątkowa umieszczona w 2002 na jednej ze ścian synagogi, o treści: „W tym budynku przed II wojną światową mieściła się synagoga”. Dodatkowo ktoś umieścił na jednej ze ścian napis w języku niemieckim: Ich vermisse Dich Jude – (Tęsknię za Tobą Żydzie).
| \| | W dniu 28 stycznia 1991 budynek został objęty ochroną konserwatorską (nr. rejestru 4250). |

## Galeria

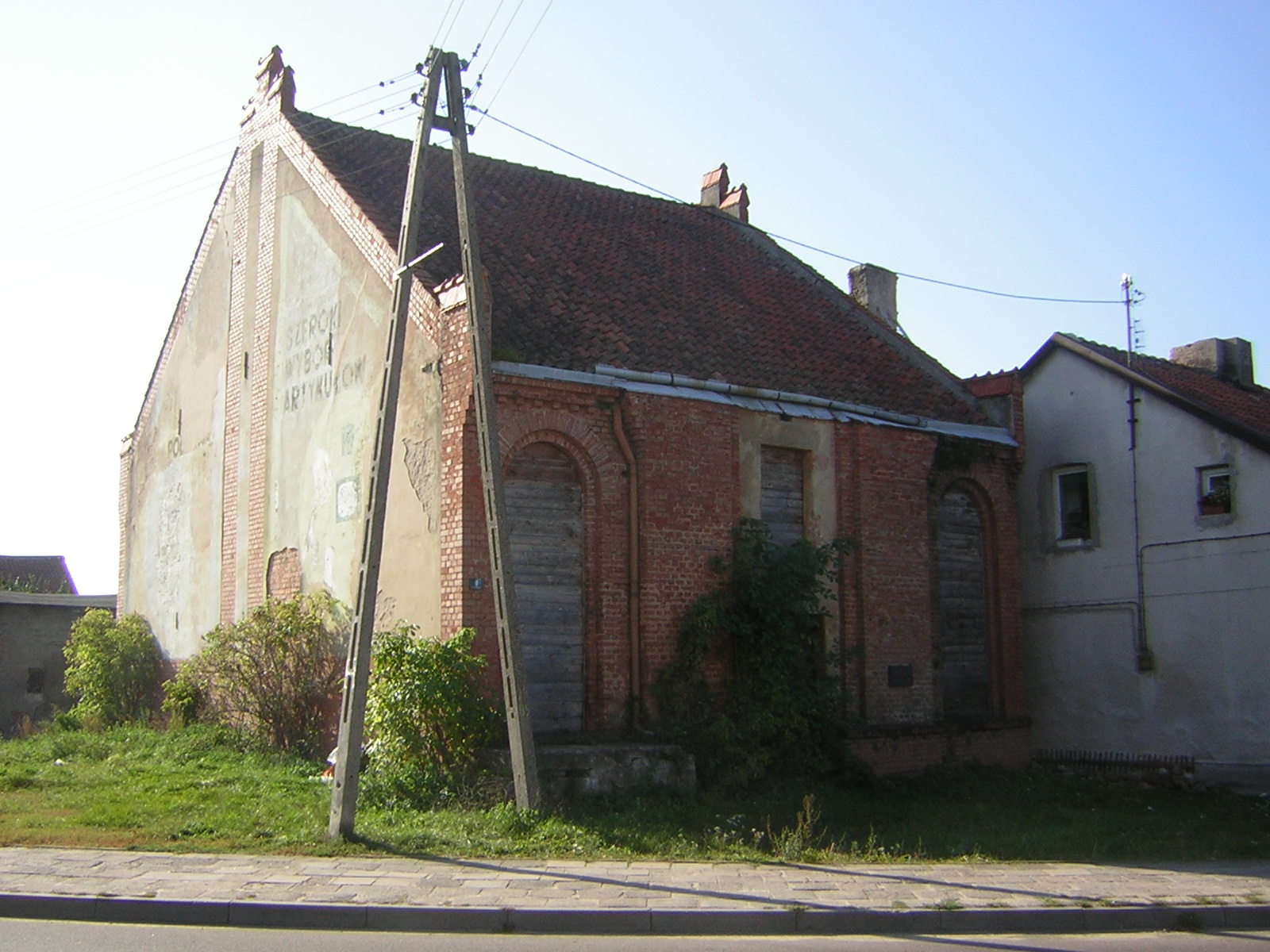
Widok od strony komendy policji
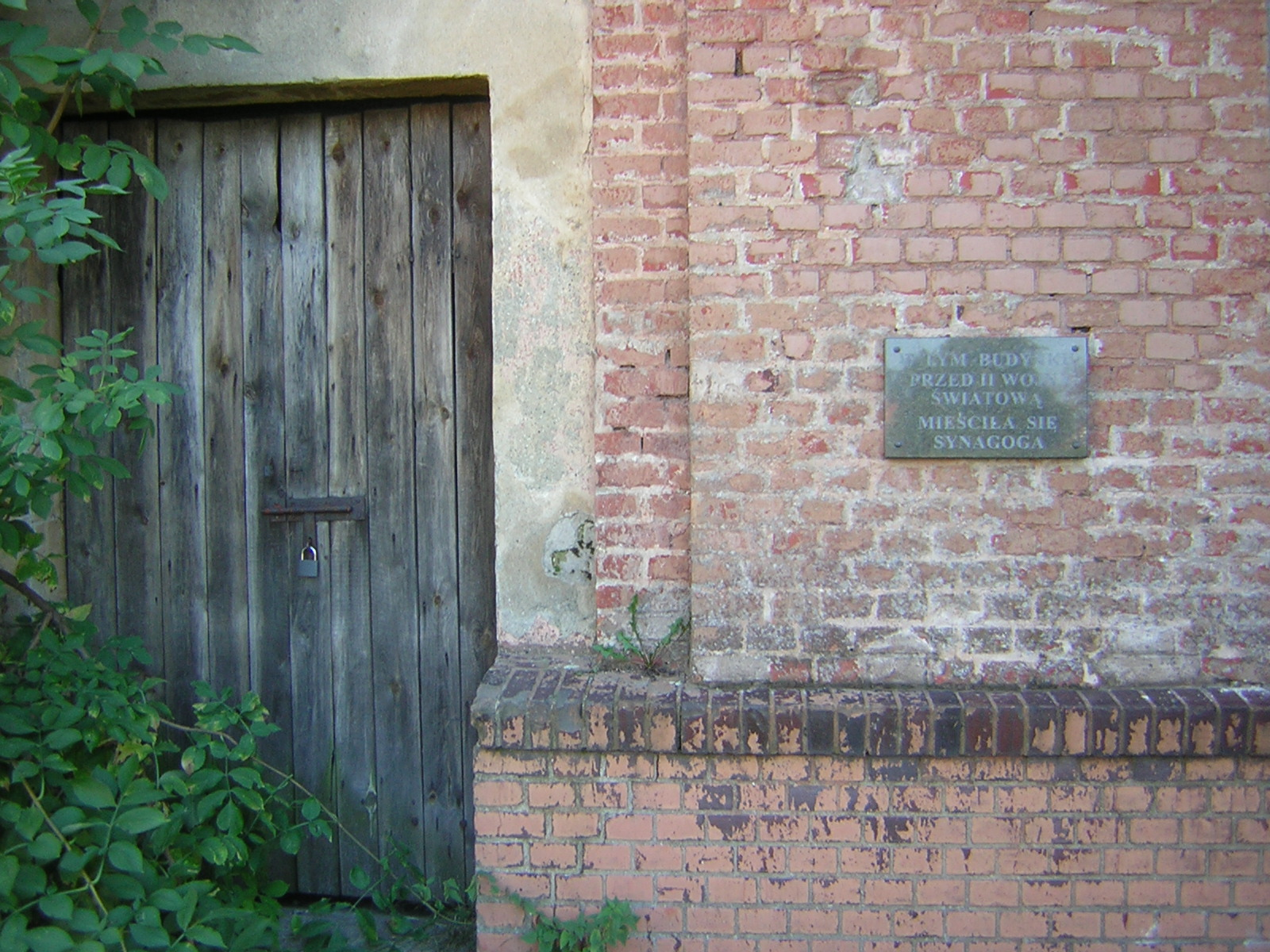
Drzwi wejściowe oraz tablica upamiętniająca
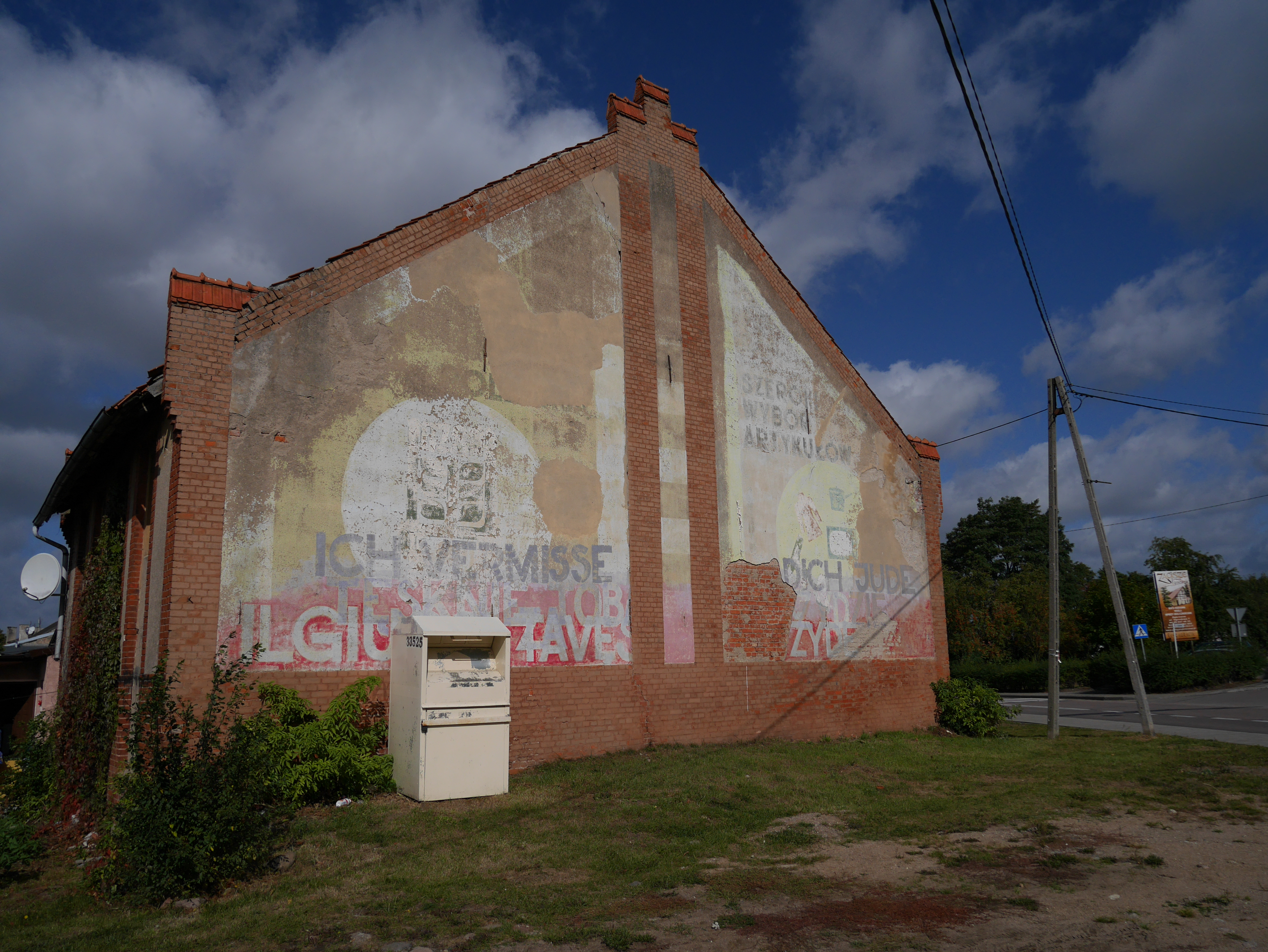
Ściana z napisem: Tęsknię za Tobą Żydzie